# Crossrail Glasgow
 (mai 2024).
Si vous disposez d'ouvrages ou d'articles de référence ou si vous connaissez des sites web de qualité traitant du thème abordé ici, merci de compléter l'article en donnant les références utiles à sa vérifiabilité et en les liant à la section « Notes et références ».
 (juillet 2020).
Le contenu est difficilement compréhensible vu les erreurs de traduction, qui sont peut-être dues à l'utilisation d'un logiciel de traduction automatique.
 (juillet 2020).
Crossrail Glasgow est un projet de développement ferroviaire dans le centre de l'Écosse pour relier les gares de Glasgow Central et de Queen Street. Il a été estimé à un coût de 200 millions de livres[réf. nécessaire].
Depuis les années 1970, il est largement reconnu que l'une des principales faiblesses du réseau ferroviaire du Grand Glasgow est que les services ferroviaires en provenance du Sud (qui devraient normalement se terminer à la gare centrale) ne peuvent pas contourner le centre de Glasgow et rejoindre le réseau ferroviaire du Nord qui se termine à la gare de Glasgow Queen Street, et vice versa pour les trains en provenance du Nord. Actuellement, les usagers du rail qui souhaitent traverser Glasgow doivent débarquer à la gare centrale ou à la gare de Queen Street et traverser le centre ville à pied ou par la route.

## Proposition
L'initiative Crossrail proposée implique l'électrification et la réouverture de la City Union Line pour une utilisation régulière par les passagers, conjointement avec de nouvelles sections de remplissage de la voie ferrée qui relieront ensemble les lignes de banlieue de North Clyde, Ayrshire et Kilmarnock et East Kilbride, permettant ainsi l'exploitation de services à travers le centre de Glasgow dans un axe nord-sud. La liaison ferroviaire de l'aéroport de Glasgow qui devait relier directement l'aéroport de Glasgow au reste du réseau ferroviaire écossais (y compris la liaison entre Airdrie et Bathgate et Édimbourg) a été annulée en 2009.
Le développement comprendrait également un certain nombre de nouvelles stations (ou de stations réaménagées). La gare de High Street sur la ligne North Clyde serait démolie et déplacée. Une nouvelle gare devra être construite à Glasgow Cross, derrière le Mercat Building, qui pourrait servir d'échangeur avec les services de l'Argyle Line qui passent sous la rue en dessous (c'était auparavant le site de la gare de Gallowgate avant la fermeture de la ligne de l'Union aux passagers).
La réouverture de Cumberland Street a été proposée dans les Gorbals, ouvrant la zone au réseau ferroviaire de passagers pour la première fois depuis les années 1960.
La station de métro de West Street serait agrandie et remodelée de manière à offrir un échangeur majeur entre le réseau ferroviaire et le métro de Glasgow, à l'instar de la modernisation actuelle de la station de Partick.
En conjonction avec les propositions de base, d'autres développements possibles de Crossrail peuvent inclure : 
- La construction d'une corde au-dessus de l'ancien terminal de fret ferroviaire de Gushetfaulds pour relier Crossrail à la West Coast Main Line (WCML), créant ainsi une nouvelle voie pour les services express de la WCML afin d'accéder au réseau du nord de l'Écosse. Un pont supérieur a été prévu à Strathbungo dans le cadre de l'extension de la M74 pour permettre cela à l'avenir.
- La réouverture de la gare de Glasgow Cross Low Level pour assurer l'échange avec la ligne Argyle.
- Installation de demi-tour dans la zone de Yorkhill/Kelvinhaugh pour les trains de la ligne North Clyde en provenance de l'est, avant d'atteindre le Finnieston Junction déjà surchargé et les voies encombrées à l'ouest.

## Développements
Le projet est resté en suspens pendant des décennies. Le projet a été fortement encouragé par le Strathclyde Partnership for Transport (SPT) pendant de nombreuses années et une étude de 500 000 £ a été commandée par l'exécutif écossais en 2003 pour étudier la faisabilité et les coûts de la liaison. Les résultats de cette étude ont été publiés en 2005, le financement et l'approbation du gouvernement étant en attente. Cependant, le projet a une fois de plus été omis d'une étude publiée par Network Rail et Transport Scotland à l'été 2006, ce qui laisse entendre que les chances que le projet devienne réalité sont encore largement incertaines. La stratégie d'utilisation des routes pour l'Écosse, publiée en mars 2007, a de nouveau omis le projet de Glasgow Crossrail dans ses recommandations.
L'examen stratégique des projets de transport (STPR) du gouvernement écossais, publié en décembre 2008, a inclus une solution de type Glasgow Crossrail dans le cadre de son projet plus large de renforcement stratégique du rail dans l'ouest de l'Écosse, un des 29 projets à faire avancer en priorité dans les 20 années à venir. Bien que Transport Scotland n'ait jamais pris d'engagement formel en faveur du projet car il n'a pas été inclus dans sa liste d'investissements futurs, en décembre 2017, le groupe de réflexion Reform Scotland, basé à Édimbourg, a exprimé son soutien à des projets régionaux comme Crossrail Glasgow dans un rapport publié pour améliorer les temps de parcours en Écosse.
Le chef du parti travailliste écossais de l'époque, Jim Murphy, a soutenu le projet et a déclaré qu'il le construirait s'il remportait les élections au Parlement écossais en 2016. Le parti vert écossais a toujours été favorable au projet, en 2017, le député Mark Ruskell avait exprimé son soutien à la réouverture de la ligne pour réduire la congestion dans la zone urbaine.